# Strahlenkegel

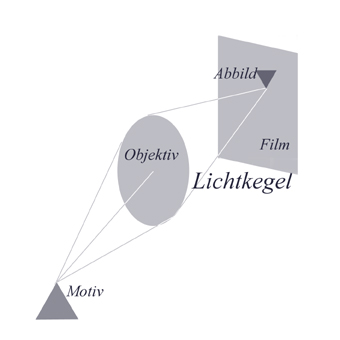
Strahlenkegel

Bei der Abbildung eines Objektes durch eine Kamera entsteht eine große Anzahl von Strahlenkegeln. Jeder Punkt des aufzunehmenden Motivs wird durch das Objektiv auf die Filmebene projiziert. Dabei entsteht durch die (im Regelfall runde) Fläche der Objektivlinse ein meist schiefer Kegel, dessen Spitze genau auf die Filmebene fällt, dieser Punkt genau scharfgestellt wurde.
Hingegen liegt bei der Unschärfe eines Objektpunktes die Kegelspitze vor der Filmebene oder hinter ihr. In beiden Fällen wird in die Filmebene eine abgeschnittene Kegelspitze projiziert. Diese kleine Schnittfläche ist der sogenannte Unschärfe- oder Zerstreuungskreis, der bei sehr achsfernen Punkten zu einer leicht abgeflachten Ellipse wird.